# NGC 381
NGC 381 (również OCL 317) – gromada otwarta znajdująca się w gwiazdozbiorze Kasjopei. Jest położona w odległości ok. 3,7 tys. lat świetlnych od Słońca.
Odkrył ją William Herschel 3 listopada 1787 roku, lecz pomyłkowo uznał, że to ten sam obiekt, który odkryła jego siostra Caroline 27 września 1783 roku (jak się później okazało, Caroline odkryła wtedy NGC 189).